# Basilica di Notre-Dame di Saigon
La basilica di Notre-Dame di Saigon (in vietnamita: Nhà thờ Đức Bà Sài Gòn) è la cattedrale situata nella città di Ho Chi Minh in Vietnam. La cattedrale è stata costruita dai colonizzatori francesi tra il 1863 e il 1880. La facciata è fiancheggiata da due campanili alti 58 metri.
Oltre alle diverse celebrazioni in lingua vietnamita, la messa della domenica mattina alle 11 è celebrata in lingua inglese ed è affollata dalla comunità internazionale della città.